# Kacper Popek
Kacper Popek (ur. 1985 w Kluczborku) – polski perkusista, kompozytor, aranżer, producent muzyczny i pedagog.

## Kariera muzyczna
Wychowywał się razem z perkusistą Michałem Malińskim i zastępował go okazjonalnie, grając w zespole Są Gorsi. Laureat nagród na licznych konkursach perkusyjnych. Absolwent Wydziału Instrumentalnego w klasie perkusji Akademii Muzycznej im. Karola Szymanowskiego w Katowicach (rozpoczął naukę jeszcze jako uczeń Średniej Szkoły Muzycznej). Współpracował m.in. z: Ewą Urygą, Adamem Kosewski, Beatą Bednarz, Mieczysławem Szcześniakiem, TGD, Janem Ptaszynem Wróblewskim, Mateuszem Krautwurstem, Pawłem Zareckim, Norrisem Garnerem czy Peterem Francisem. Prowadzi również warsztaty muzyczne oraz współtworzył i wykładał w Centrum Szkolenia Muzyków i Liderów Uwielbienia (CSM). Wystąpił w odcinku 11 pt. Czym właściwie jest groove? Budowanie atrakcyjnego groovu – timing, feeling z cyklu Tajemnice Polskich Mistrzów Perkusji. Jest perkusistą pop-gospelowej formacji Gospel Rain i Darek Malejonek Hyperhemon, a także liderem własnych zespołów Kacper Popek Quartet (laureat wyróżnienia na festiwalach Krokus Jazz Festiwal i Jazz Juniors), a obecnie Popek Band, który powstał w 2018 roku.